# 李仁達
李仁達（？—948年1月26日），光州（今河南省信阳市潢川县）人，五代十國時期閩國將領，后成为独立军阀，945年—947年割據福州。
李仁達后来多次改名，使用过李弘義、李弘達、李達、李孺贇等四个名字，以下統一称呼原名李仁達。

## 生平

### 投奔王延政和朱文进
李仁達在閩國擔任元從指揮使十五年，卻没有得到升遷。至闽景宗王曦在位時，叛奔建州投靠王延政，被王延政任用为将领。朱文進杀死王曦後，李仁達又叛奔福州，向朱文进陈述攻取建州之策。朱文進厭惡其為人反复无常，把他送往福清闲居。

### 拥立卓俨明

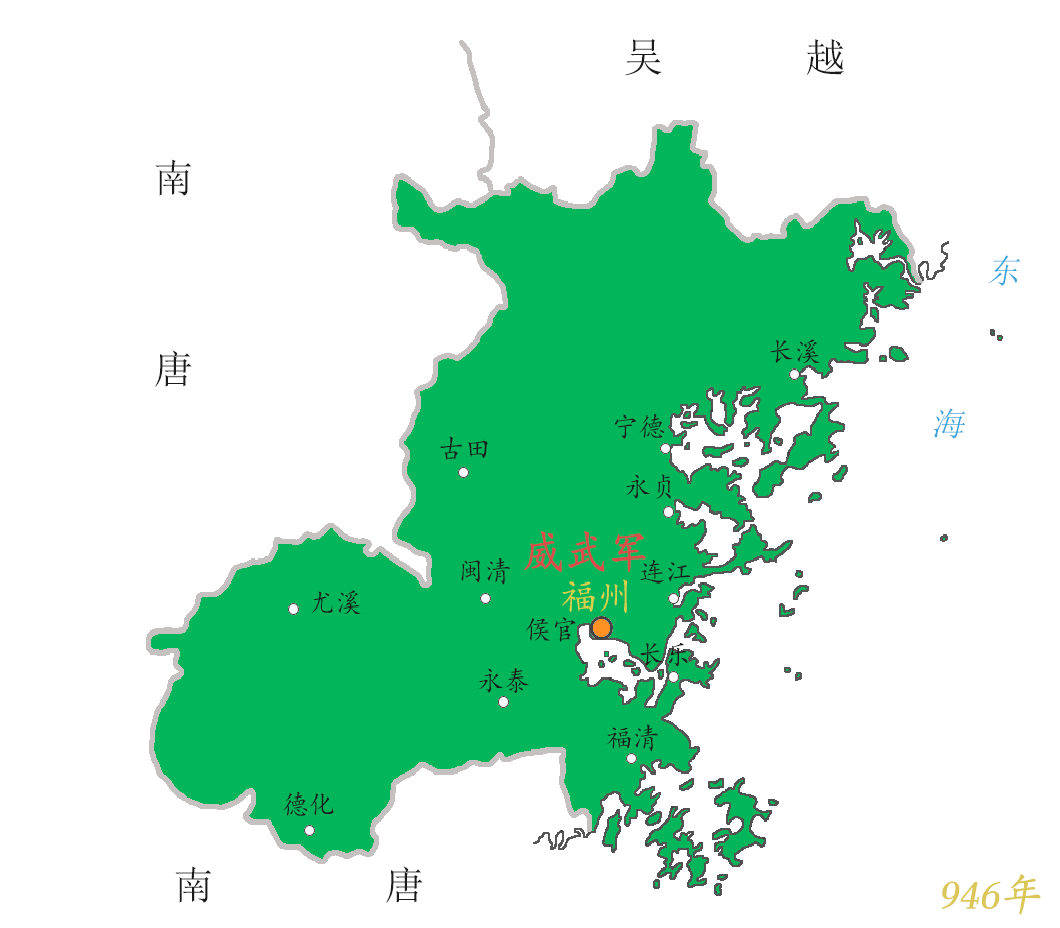
李仁达割据时期的威武军

閩國皇帝王曦被部將朱文進、連重遇所弒，不久兩人又被林仁翰所殺，林仁翰想迎立殷帝王延政为闽主。后晋開運二年（945年）正月，王延政派其從子王繼昌到福州鎮守。
李仁達因曾背叛王延政，担心王延政會報復，又見南唐已經攻擊王延政，於是偷偷进入福州城，与著作郎陈继珣游说黃仁諷：“今唐兵乘勝，建州孤危。富沙王不能保建州，安能保福州！昔王潮兄弟，光州布衣耳，取福建如反掌。況吾輩乘此機會，自圖富貴，何患不如彼乎！”三月初二·戊戌（945年4月16日）傍晚，在黄仁讽的支持下，李仁达领兵袭殺王繼昌和统军使吴成义，奪取福州政權。
李仁達想要自立为主，又担心眾人不服，於是于次日、三月初三·己亥（945年4月17日）擁立雪峰寺僧人卓儼明為皇帝。李仁達自任判六軍諸衛事。
王延政聞福州發生兵變，將黃仁諷一家滅族，命統軍使張漢真領水軍五千，會同漳、泉兵討伐卓儼明、李仁達。张汉真抵达福州城下，攻打东关。黄仁讽听说自己的家族被夷灭，打开城门，率军力战，大破闽兵，俘虏张汉真，入城后斩杀了他。
後來李仁達知悉陳繼珣、黃仁諷有異心，把他們誅殺，因此兵權盡歸李仁達。

### 攻打泉州
后晋开运二年五月廿二·丁巳（945年7月4日），李仁達殺死卓儼明及其父，自稱威武军留後。李仁達和南唐通好，用南唐保大年号，南唐封李仁達為威武軍節度使、同平章事，賜名為李弘義，李仁達又派使者向後晉進貢。
946年，泉州刺史王繼勛写信給李仁達，希望修好，李仁達以泉州曾隸屬威武軍，怒其抗禮。四月，派遣弟李弘通領兵1萬攻打泉州，被泉州实际统治者留從效擊敗。

### 福州之围
南唐攻滅王延政後，封李仁達的母亲、妻子为国夫人，提升他的四个弟弟的官职，派枢密使陈觉为福州宣谕使，厚赐李仁達金帛，计划召李仁達入朝。李仁達提前知道南唐的谋划，故意十分傲慢地对待陈觉，陈觉因此不敢对李仁达提起入朝之事。后晋开运三年（946年）八月，陈觉回朝途中，到剑州时，深以此事为耻，于是自称权福州军府事，擅发汀州、建州、抚州和信州的军队，命建州监军使冯延鲁率军攻打福州。南唐军攻破福州外城，李仁达退守福州内城。李仁达自稱威武军留後、權知閩國事，更名李弘達，向後晉稱臣；九月初七·甲午（10月4日），后晋封李仁达为威武军节度使、同平章事、知闽国事。又改名為李達，向吳越稱臣，請求吳越发兵援助。十月廿五·壬午（11月21日），吴越王錢弘佐派遣统军使张筠、赵承泰率军3万，从水陆两路救援福州。十一月廿二·己酉（12月18日），吴越援军抵达福州城，与李仁达的军队共同抵御南唐军，但是作战不利，福州城被重重包围，危在旦夕。但由于围城的南唐军诸将勾心斗角，各自争功，互不配合，始终未能攻下福州城。吴越又派遣将领余安率水军自海路救援福州，于后汉天福十二年三月十四·己亥（947年4月7日）到达福州，打败南唐军，解福州之围。余安率军进入福州城，李仁达把兵权交给他。同月，张筠、余安都返回钱塘，吴越王钱弘佐派遣东南安抚使鲍修让率军驻守福州。
這段時間李仁達共有李弘義（稱臣於南唐時）、李弘達（稱臣於後晉時）、李達（稱臣於吳越時）三次改名。

### 被杀
后汉天福十二年七月（947年7月21日—8月18日），李仁達以弟李仁通為知福州留後，親自到杭州晉見吳越王錢弘倧，钱弘倧加封李仁達“兼侍中”头衔，賜名李孺贇。不過李仁達深感恐懼，以金筍二十株及雜寶贿赂內牙統軍使胡进思，求歸福州。胡進思向錢弘倧為李仁達請求，钱弘倧同意，李仁達得以返回福州。
李仁達回到福州後，與吳越戍將鮑修讓不和，計劃襲殺鮑修讓，再以福州投降南唐。鮑修讓發覺，于天福十二年十二月十三·癸巳（948年1月26日）引兵進攻李仁达的府第，殺死李仁達，並灭其族。鮑修讓將李仁達首級送至錢塘，吳越王钱弘倧以丞相吳程知威武军節度使。

## 臣属
- 李弘通（知福州留後）
- 杨崇保（楼船指挥使）
- 马捷（福州排陈使）
- 丁彦贞（都指挥使）
- 徐仁宴（客将）
- 李廷谔（客将）

## 遗迹和纪念
位于今福州市晋安区新店镇的战坂（古称“吉头”，包括战峰村和坂中村两个行政村，下辖数个自然村），得名于李仁达曾于此地与南唐军队交战。当地村民（以清朝初年“迁界”后迁移至此地的漳州人后裔为主）将李仁达神格化，尊称为“护国留侯”（又称“李大王”），并建造庙宇“战坂境”（又称“龙峰正境”，现为晋安区文物保护单位）用来祭祀他及其三个部将。每年正月十六，厦坊（战坂最大的一个村）举行“护国留侯”的游神活动；战坂除厦坊外的其他地方则是在正月十五举行。